# Лара ван Рюйвен
Лара Вікторія ван Рюйвен (нід. Lara Victoria van Ruijven; 28 грудня 1992, Налдвейк, Південна Голландія, Нідерланди — 10 липня 2020) — голландська шорт-трекістка, олімпійська чемпіонка; призерка чемпіонату світу з шорт-треку 2018 року; п'ятиразова призерка чемпіонатів Європи з шорт-треку 2013, 2014, 2015, 2016 та 2017 року; багаторазова переможниця різних етапів Кубка світу з шорт-треку сезону 2012/13, 2015/16, 2016/17 та 2017/18 року. Бронзова призерка зимових Олімпійських ігор 2018 року в жіночій естафеті, де голландки встановили новий світовий рекорд швидкості в цій дисципліні — 4:03.471.

## Біографія
Лара Вікторія ван Рюйвен народилася у місті Налдвейк, провінція Південна Голландія. Вперше стала на ковзани у шестирічному віці. Професійно тренується на базі клубу «HardrijVereniging Den Haag-Westland». В національній збірній Нідерландів за її підготовку відповідає Єрун Оттер. У 2014 році отримала травму коліна. У вересні 2017 року вивихнула плече. 6 січня 2018 року потрапила до шпиталю з травмою правої щиколотки.
Першу медаль до свого активу на змаганнях міжнародного рівня ван Рюйвен здобула під час чемпіонату Європи з шорт-треку 2013 року, що проходив у шведському місті — Мальме. Голландські шорт-трекістки в жіночій естафеті на 3000 м з результатом 4:18.569 зайняли перше місце, випередив суперниць із Німеччини (4:18.692 — 2-е місце) та Польщі (4:19.794 — 3-тє місце).
Срібною медаллю завершився виступ ван Рюйвен на чемпіонаті Європи з шорт-треку 2015 року, що відбувся в голландському місті — Дордрехт. У складі жіночої команди Нідерландів, під час естафети на 3000 м, з результатом 4.18,174 вона фінішувала на другому місці, випередив суперниць із Угорщини (4.18,658 — 3-тє місце), але поступившись ковзаняркам із Росії (4.18,084 — 1-ше місце).
Участь у чемпіонаті Європи з шорт-треку 2017 року в італійському Турині принесло до медального заліку ван Рюйвен бронзову медаль, котра була здобута в жіночій естафеті, де голландські шорт-трекістки з результатом 4:18.446 зайняли третє місце. Першістю вони поступилися суперницям із Угорщини (4:17.195 — 2-е місце) та Італії (4:17.166 — 1-ше місце).
На зимових Олімпійських іграх 2018 року, що стали другими в її кар'єрі, ван Рюйвен була заявлена для участі у забігу на 500 м та жіночій естафеті на 3000 м. 10 лютого 2018 року під час кваліфікаційного забігу сьомої группы на 500 м серед жінок, з результатом 43,771 (+0,334) вона фінішувала третьою та припинила подальшу борьбу за медалі. В загальному заліку ван Рюйвен зайняла 20-у сходинку. 20 лютого на льодовій арені «Каннин» під час фінального забігу групи В естафети серед жінок голландські шорт-трекістки з результатом 4:03.471 фінішували першими і встановили світовий рекорд часу. У напруженій боротьбі за третє місце вони здолали жіночу команду з Угорщини (4:03.603  — 2-ге місце в групі В). В загальному заліку команда ван Рюйвен посіла 3-тє місце.
Померла у Франції (перебуваючи в складі національної команди) 10 липня 2020 року, у віці 27 років, від ускладнень аутоімунного захворювання, через яке вона раніше була змушена потрапити до лікарні в Перпіньяні 25 червня.